# De dubbel-koolzure-soda-bom
 De dubbel-koolzure-soda-bom  is een verhaal uit de Belgische stripreeks Piet Pienter en Bert Bibber van Pom.
Het verhaal verscheen voor het eerst in Gazet Van Antwerpen van 11 september 1961 tot 29 januari 1962 en als nummer 18 in de reeks bij De Vlijt.

## Personages
- Susan
- Piet Pienter
- Bert Bibber
- Prof. Kumulus
- Theo Flitser

## Albumversies
De dubbel-koolzure-soda-bom verscheen in 1962 als album 18 bij uitgeverij De Vlijt. In 1997 gaf uitgeverij De Standaard het album opnieuw uit. Uitgeverij 't Mannekesblad deed hetzelfde in 2013.